# Römische Therme und mittelalterliche Badehäuser in Köln

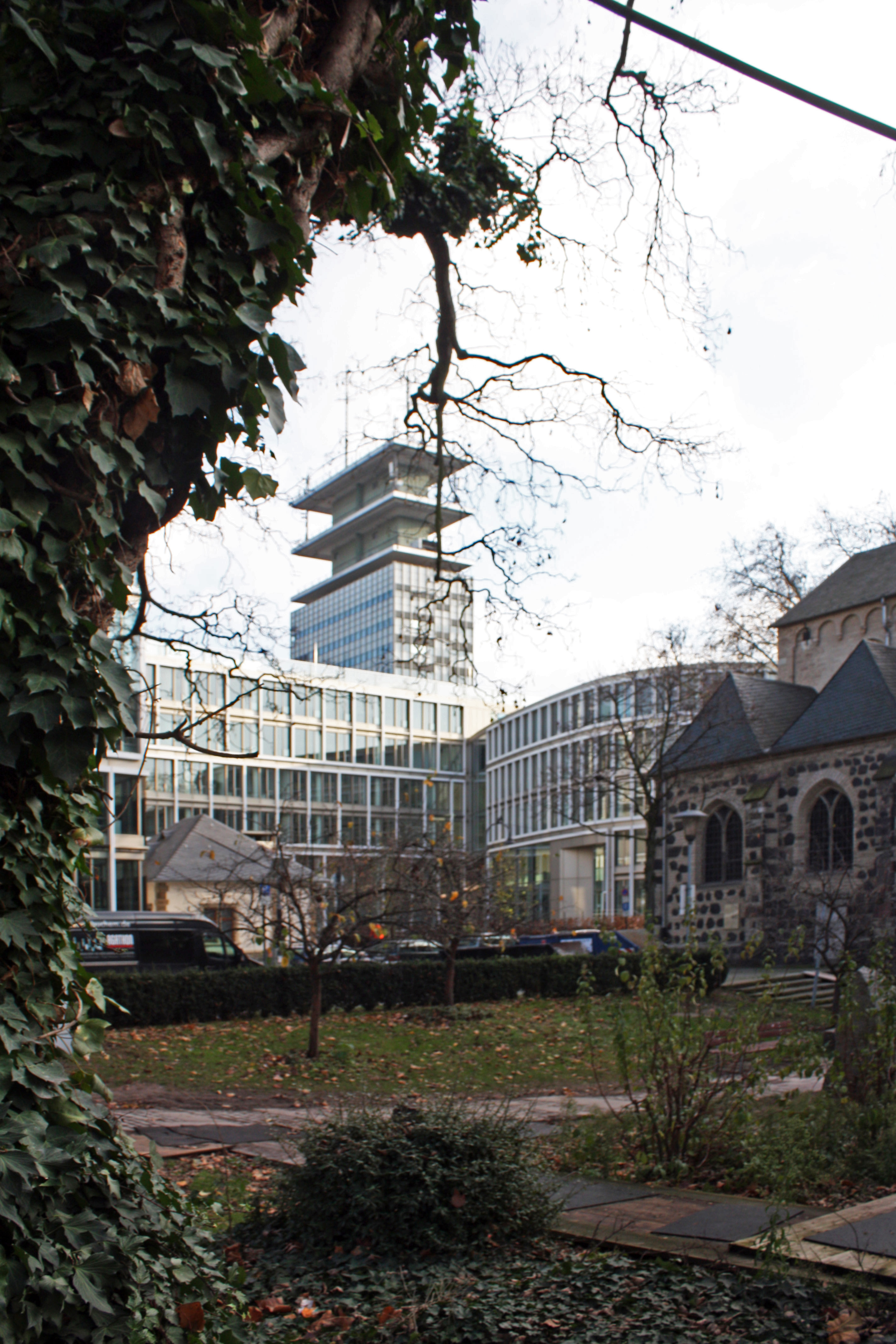
Cäcilienkloster. Areal der ehemaligen römischen Therme der CCAA

Eine römische Therme und mittelalterliche Badehäuser in Köln sind durch archäologische Befunde und die frühen Eintragungen in den Kölner Grundbüchern belegt.

## Römische Badekultur in der Stadt und dem Umland

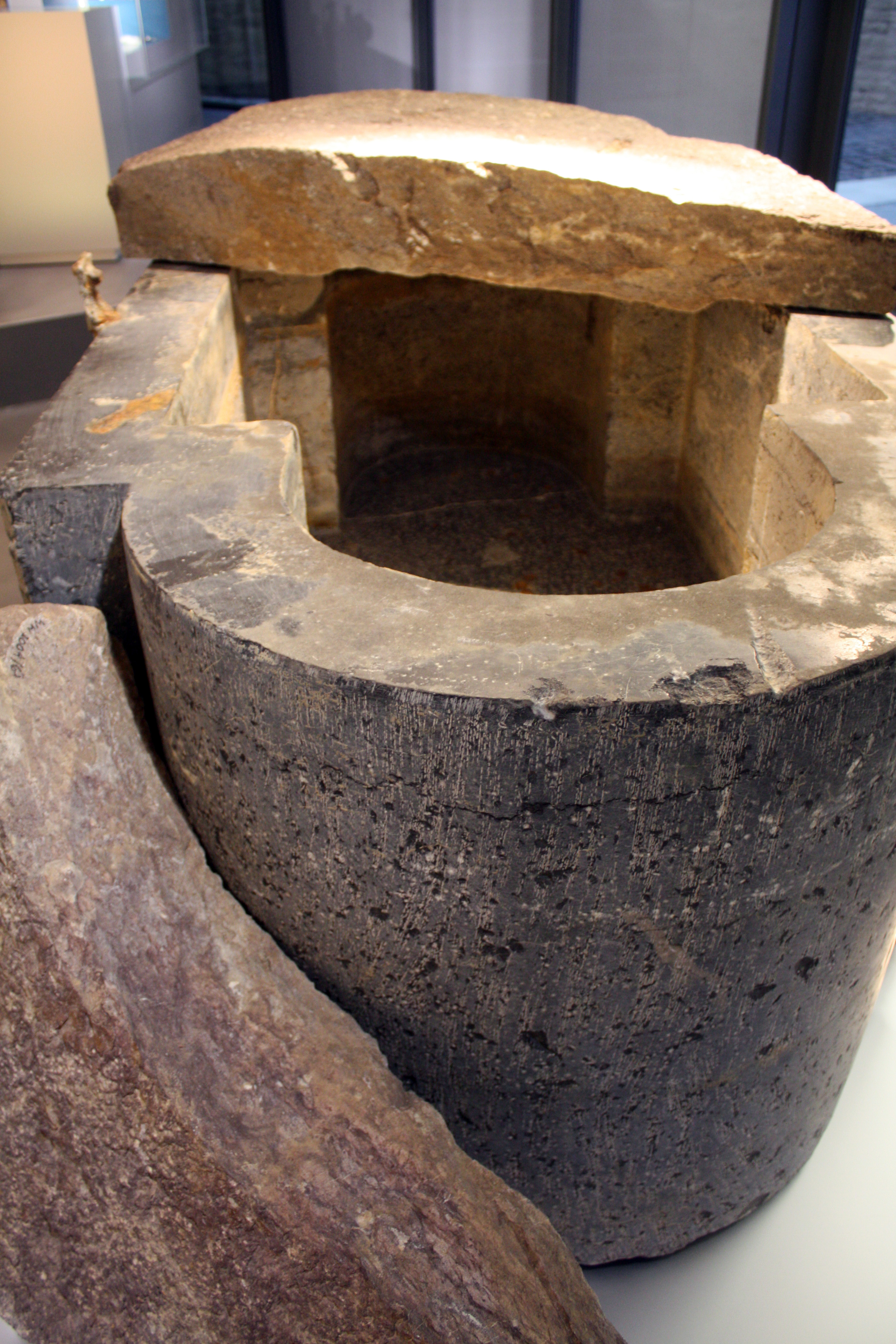
Aus Namur-Blaustein gefertigtes Bassin zu Badezwecken (um 250). Heute im Museum der Badekultur, Zülpich

In den ersten Jahrhunderten der neuen Zeitrechnung war außerhalb der größeren Ansiedlungen kultiviertes Badevergnügen ein Privileg der Begüterten. Hierzu zählte die Herrschaft auf den zahlreichen, im Umfeld der Stadt gelegenen Landsitzen, die sich ihren Villa rustica genannten Besitz prunkvoll ausbauen und ausstatten lassen konnten.

### Grabungsfunde der Kölner Therme

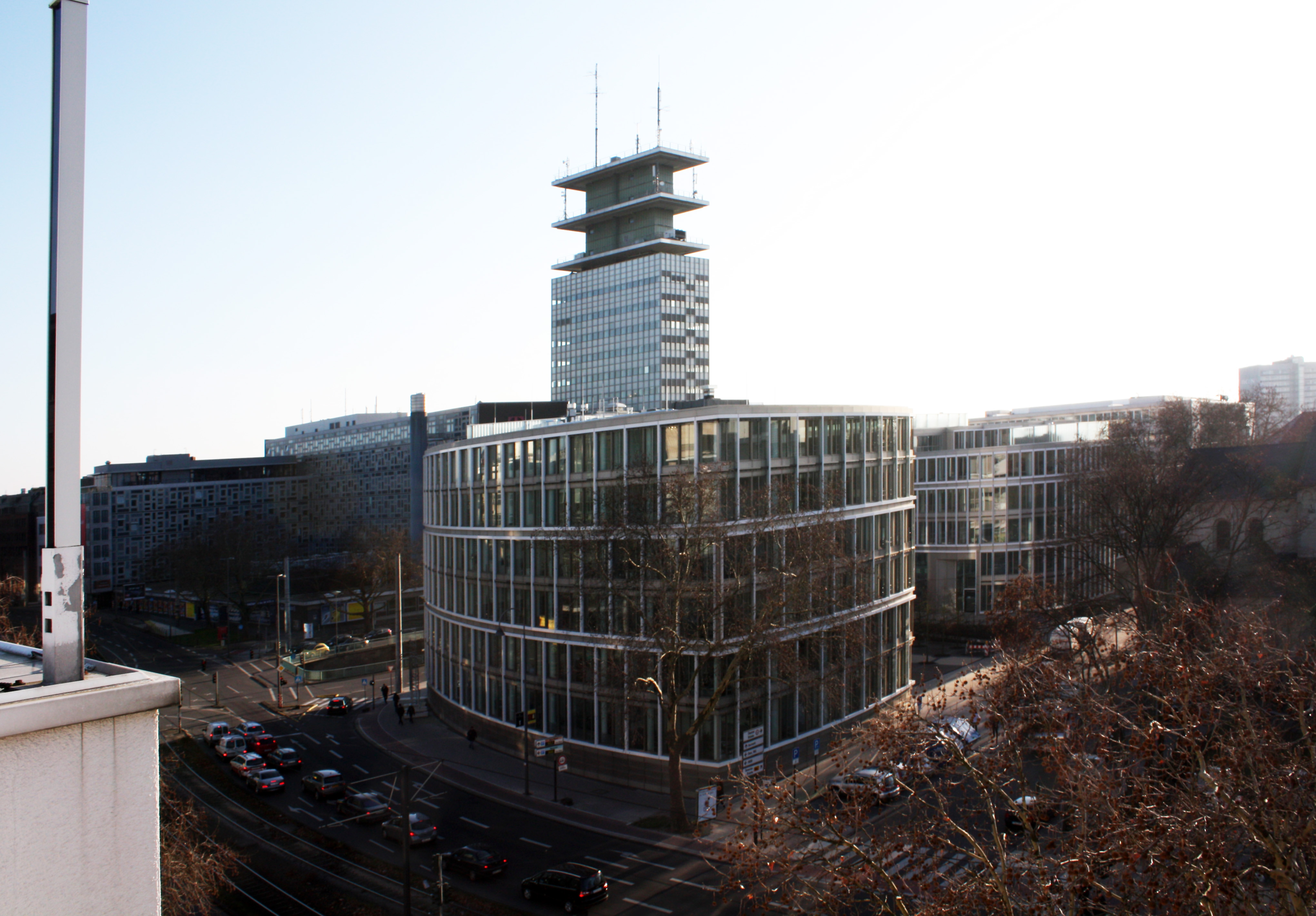
Heutiges Gelände der ehemaligen Therme

Bei Schachtarbeiten zur Vorbereitung eines Bauprojektes wurden zwischen der innerstädtischen Cäcilienstraße, dem Cäcilienkloster und der Kämmergasse sowie der östlich von diesen Straßen verlaufenden Nord-Süd-Fahrt und der Leonhard Tietz Straße im Jahr 2007 Fundamente eines Rundbaues freigelegt, die Teil einer römischen Thermenanlage waren.
Der Ausgrabungsbefund wurde von einem Archäologen des Römisch-Germanischen Museums aufgrund seiner guten Erhaltung als einer der bedeutendsten Kölner Funde aus römischer Zeit seit vielen Jahren bezeichnet. Die ehemalige, in das 2. / 3. Jahrhundert datierte Thermenanlage soll nach Ansicht des Kölner Historikers Hellenkemper eine beträchtliche Größe gehabt haben. Der wohl ehemals als Schwitzbad genutzte Rundbau soll nach Anlage und Stärke seiner Grundmauern (1,20 m breit erhalten in einer Höhe von 1,70 m aus römischem Zement) eine Außenweite von 18 Metern erreicht haben. Aus der Anordnung der außen vorgesetzten Fundamentvorlagen schloss man, dass diese der Stabilisierung des Mauerwerks gedient hatten, welches so einem Strebewerk gewölbter Kirchenbauten ähnlich, den Druck eines hohen Kuppelbaus aufgefangen haben wird. Teile der ehemaligen Fußbodenheizung und der seitlichen Heizkanäle waren noch gut erkennbar.

### Details einer antiken Therme
Der Badebesuch einer öffentlichen, von einem Pächter betriebenen Therme, war für die meisten Bürger erschwinglich. Der Badegast, Männer und Frauen hatten separate Räume oder Öffnungszeiten, zahlte ¼ bis ein As. Frauen zahlten einen höheren Betrag als Männer, Kinder und Soldaten hatten freien Eintritt. Zu den mitgebrachten Utensilien des Erwachsenen gehörten eine je nach persönlichem Stand einfache, oder reich verzierte Griffschale (patera), gleiches galt für den Schaber (strigilis) und eine Flasche (ampulla) wohlriechenden Öles. Der Badegenuss, den sich die Römer gönnten, diente gleichermaßen der Reinlichkeit, der körperlichen und seelischen Entspannung, aber auch der Gesundheit. So gab es in vielen Thermen gesonderte Räume, in denen Massagen, Frisieren und Rasur, aber auch Schröpfen, und kleine ärztliche Eingriffe angeboten wurden.

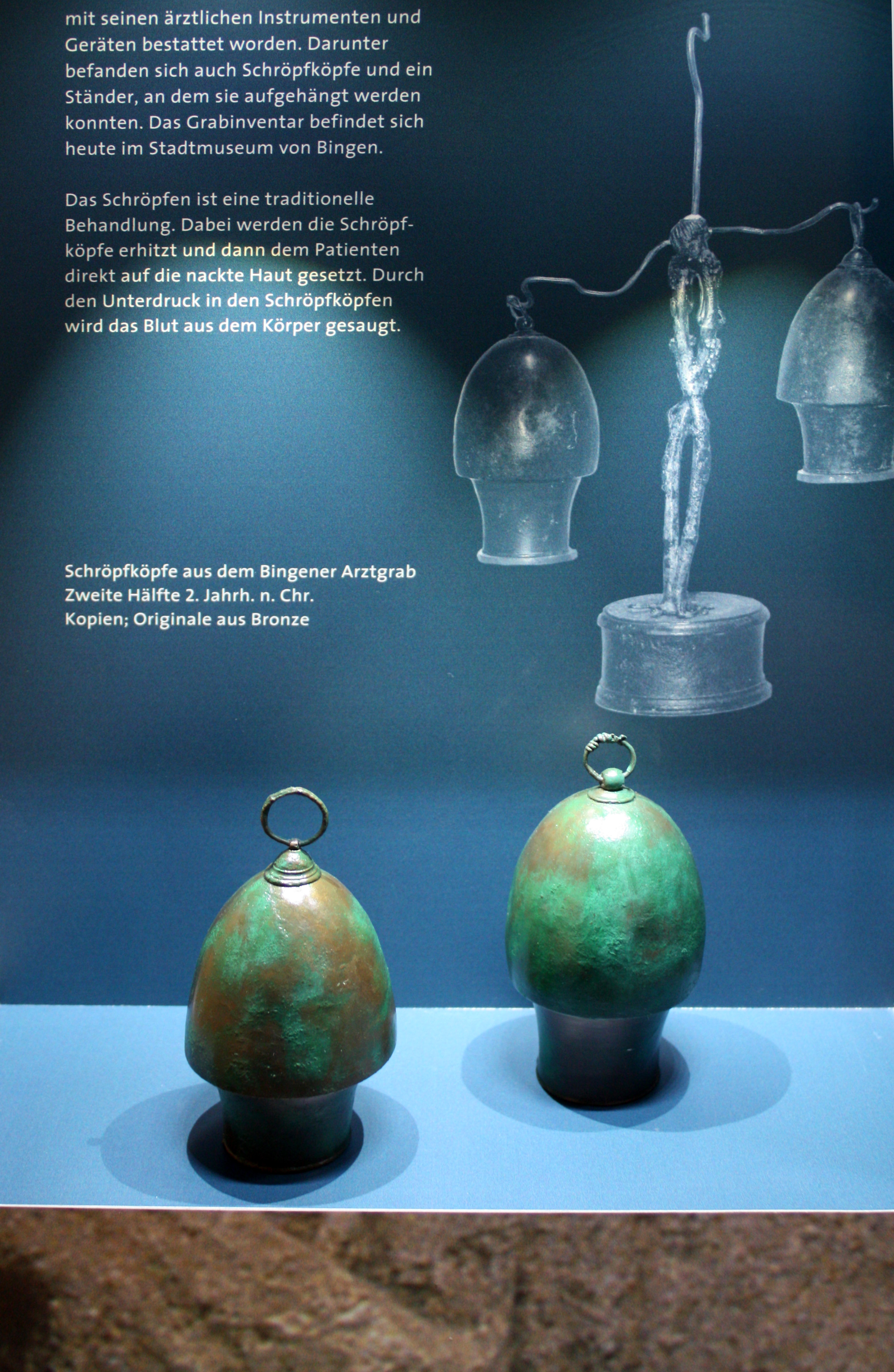
Schröpfköpfe des 2. Jahrhunderts
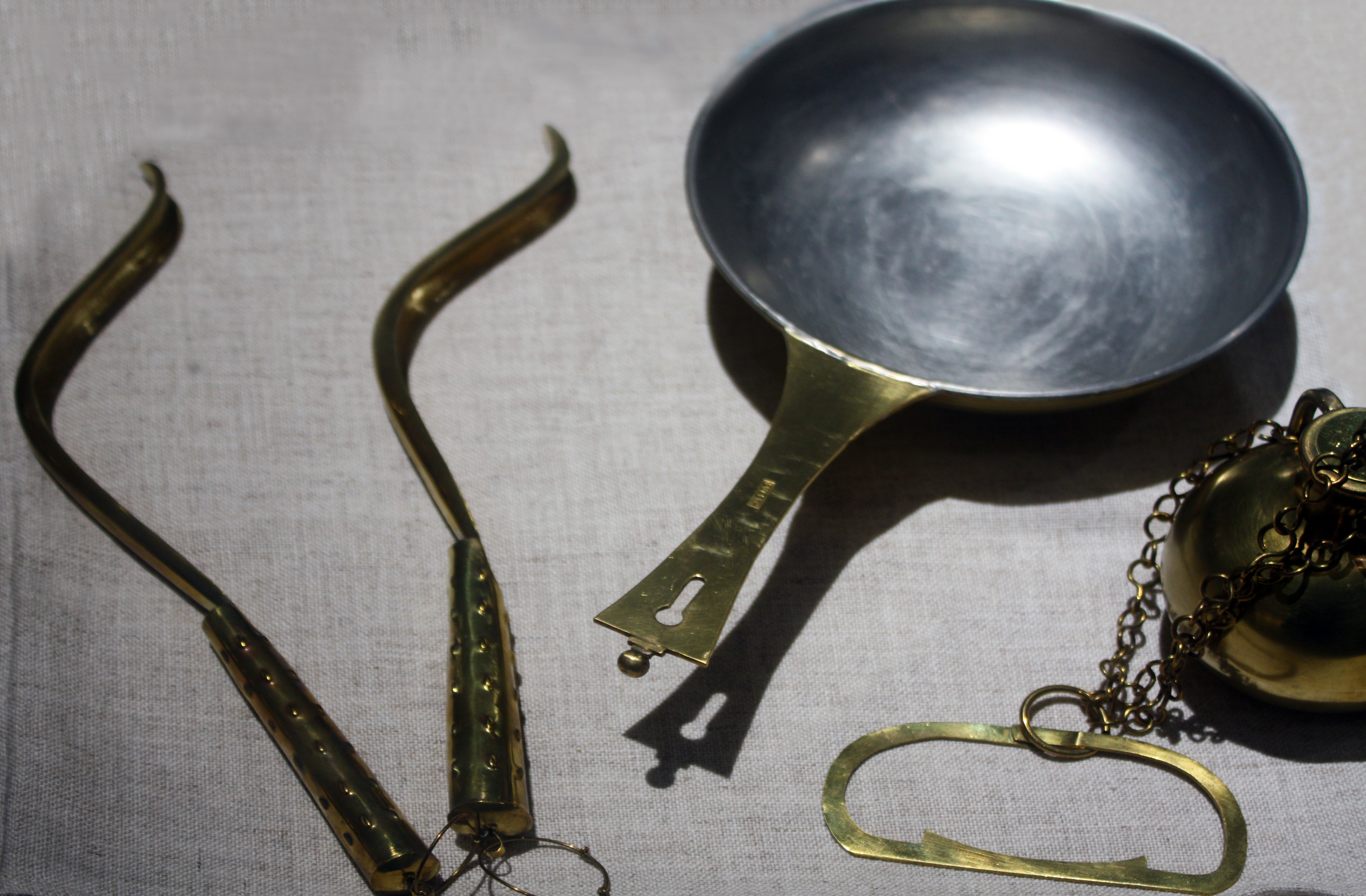
Griffschale (patera), Schaber (strigilis) Ölbehälter (ampulla)
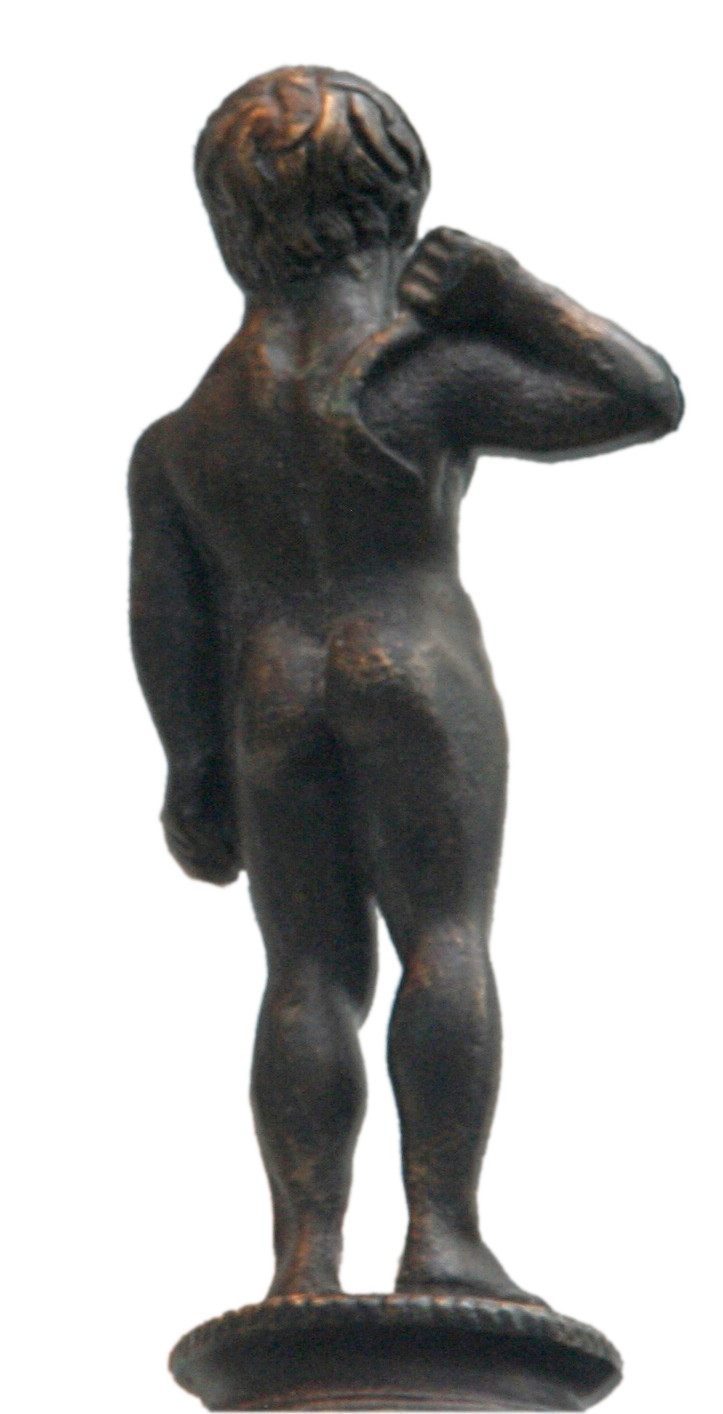
Körperreinigung mit Hilfe des Schabers

Nach der Körperreinigung, zu der man einen Schaber benutzte, folgten nach den jeweiligen Vorlieben die Heiß- oder Kaltbäder in Bottichen, Wannen oder Bassins, denen man den Aufenthalt im Schwitzbad, dem Tepidarium, oder den besonders der Stärkung des Kreislaufs dienlichen Aufenthalt im Caldarium folgen ließ. Den Badeaufenthalt beendete man mit dem Frigidarium, einem Raum zur langsamen Abkühlung seiner Körpertemperatur auf den Normwert.

## Berichte der Spätantike

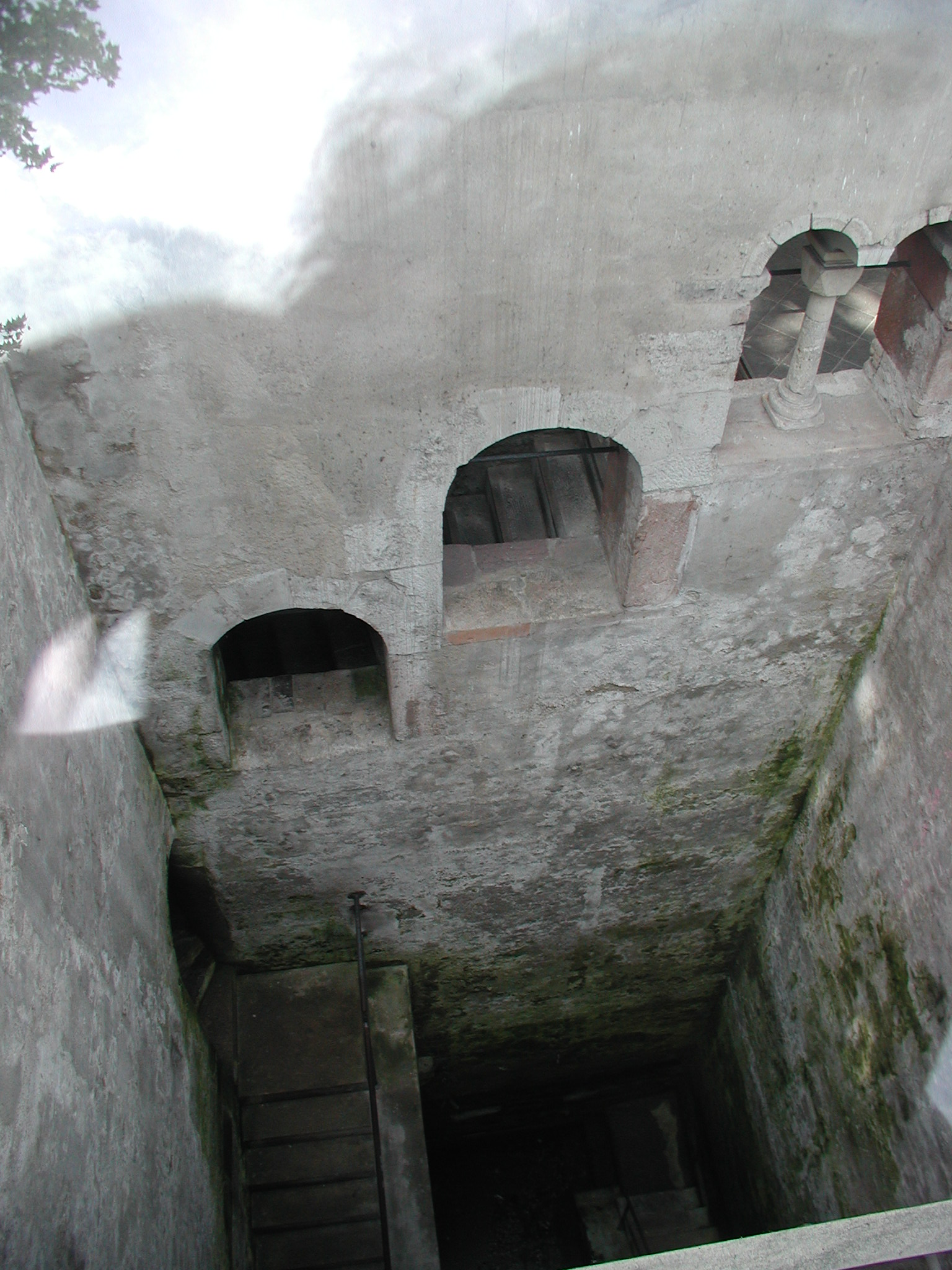
Mikwe, Rathausplatz

Die der Römerzeit folgenden Jahrhunderte liegen bezüglich des alltäglichen Lebens im Dunkel, über Sitten und Gebräuche der Kölner Bevölkerung sind Einzelheiten kaum überliefert. Die seit dem 4. Jahrhundert in Köln belegte Jüdische Gemeinde, die nach dem Historiker Keussen auch in der fränkischen Zeit fortbestand, hatte sicherlich weiterhin die Möglichkeit ihre rituellen Bäder in der Mikwe, einer Ansammlung „lebendigen Wassers“ vorzunehmen, deren erste Bauphasen man in die Zeit vor 800 datiert und die nach 1096 nach einem Umbau die heute erhaltenen Form erhielt. Die mittelalterlichen Schreinsakten erwähnen allerdings eine „Juden-Badestube“ im Jerusalemgässchen erst 1334.

### Reste der Therme
Nachfolger auf dem Areal der antiken Thermen sollen, wahrscheinlich seit der frühen karolingischen Zeit, christliche Kultbauten gewesen sein. In einer Urkunde des Kölner Erzbischofs Willibert aus dem Jahr 888 ist St. Cäcilien als adeliges Damenstift auf diesem Gelände bezeugt. Das heutige Bauwerk (Museum Schnütgen) entspricht im Wesentlichen der zwischen 1130 und 1160 entstandenen romanischen Pfeilerbasilika. Nach alten Abbildungen soll deren Hauptapsis mit schmückenden Quadern aus Aquäduktenmarmor versehen gewesen sein, deren Ursprung wahrscheinlich alte römische Wassersysteme zur Versorgung der Therme waren.

### Eine Legende
Nach einer Sage soll sich im 7. Jahrhundert vor der nördlichen Römermauer eine frühe fränkische Kultstätte, ein am Rhein gelegenes Brunnenheiligtum befunden haben, dessen Wasser die weibliche Fruchtbarkeit erhöht haben soll. Dort fand möglicherweise ein ritueller Badekult statt. Vergleichbares geschah um 803 in Minden.

## Mittelalterliches Kölner Badewesen

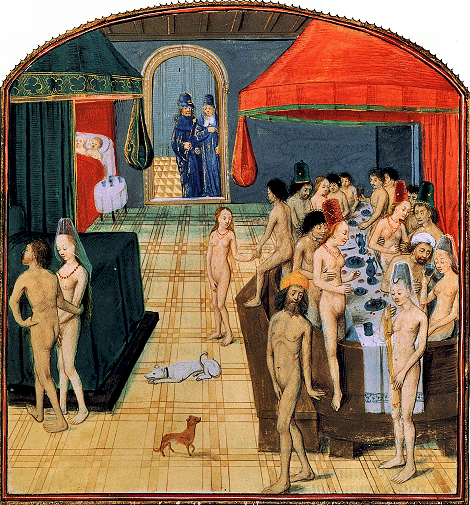
Szene aus einem Badehaus. (Abbildung aus dem Factorum Dictorumque Memorabilium des Valerius Maximus, 15. Jahrhundert)

Aufwändige Häuser oder gar Bäder wie in der römischen Zeit gab es im frühen mittelalterlichen Köln nicht. Wahrscheinlich ist, dass diese Kultur durch die aus dem Orient zurückkehrenden Kreuzritter nach Köln gebracht wurde. Mit dem Anwachsen der Stadt und einer sich bildenden, anspruchsvolleren Mittelschicht im 12. Jahrhundert entstanden neben anderen öffentlichen Einrichtungen auch Badehäuser.

### Badestuben

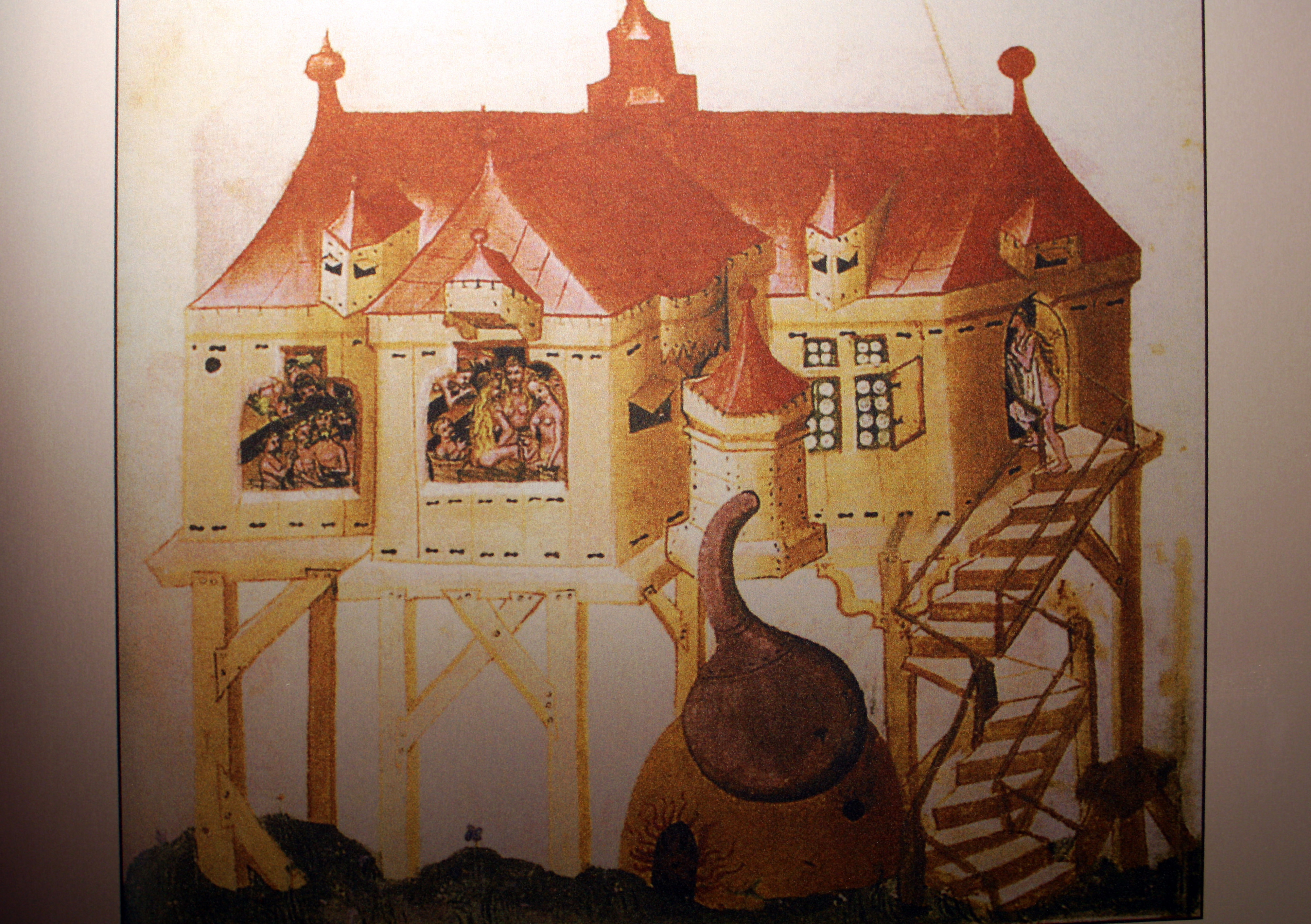
Miniatur, Frauenbadehaus. Konrad Kyeser (1400)

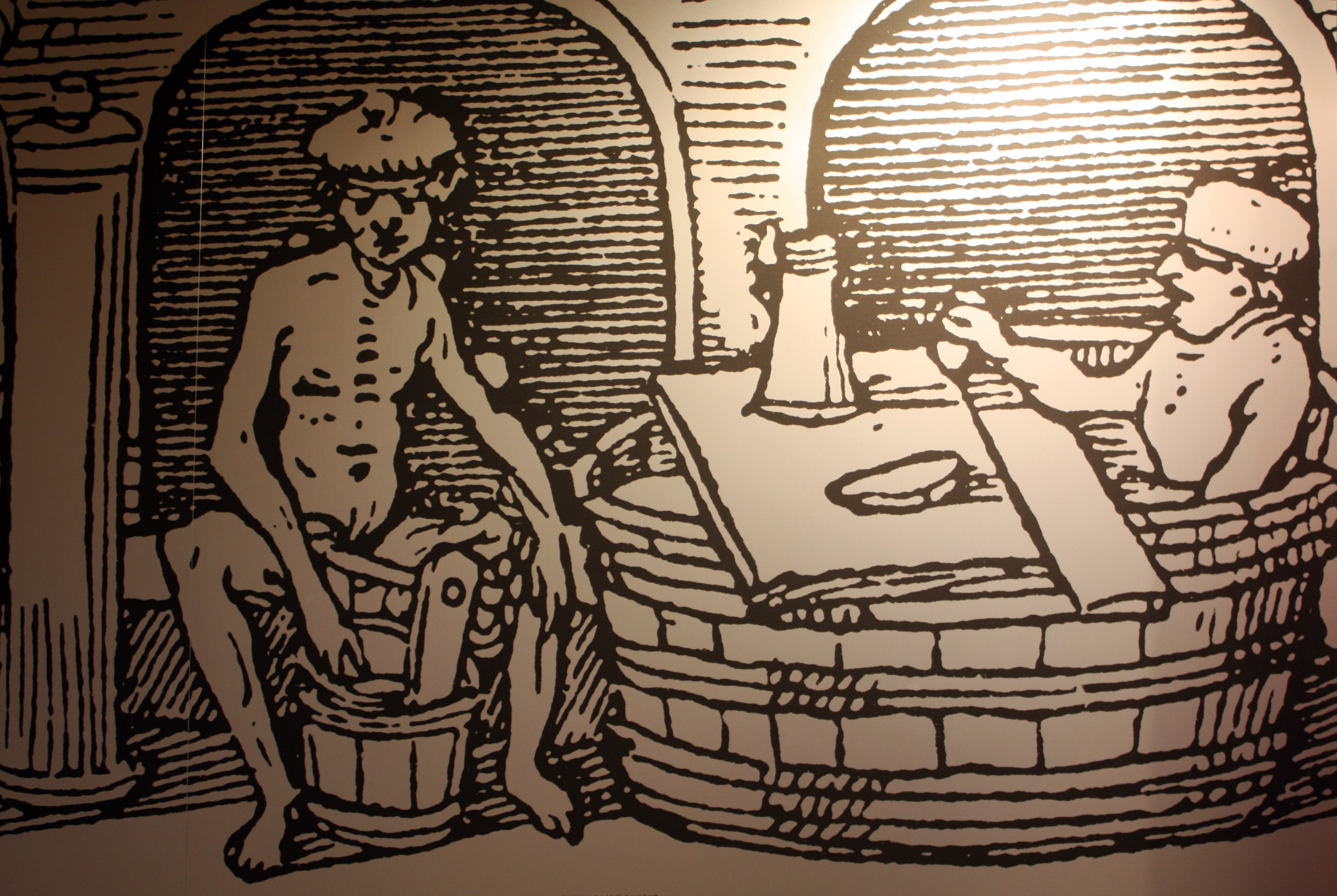
Badeszene der Neuzeit bei Brot und Wein

Am Rheingassentor (Höhe Rheingasse und Filzengraben) stand eine schon 165 erwähnte erste Badestube. Sie wurde 1364 durch die namentlich angeführte Stube „Montabauer“ ersetzt. Diese wurde im Jahr 1439 vom Rat erworben, um dort eine Korn- und Mehlwage zu errichten. Sie war eine der seit dem 12. Jahrhundert in Köln nachgewiesenen öffentlichen, konzessionierten Badestuben, deren Räumlichkeiten nur eine bescheidene Größe aufwiesen, für die ihre Betreiber jedoch eine hohe Pacht an die Stadt zu zahlen hatten. Nach den beiden ersten im Bezirk S. Kolumba und im Bezirk S. Martin hatten später alle innerstädtischen Bezirke eine derartige Einrichtung, in manchen von ihnen waren sie auch mehrfach vorhanden (1438 11 Stk.).

### Zahlreiche Standorte
- 1165, am Rheinhassentor
- 1167, Steitzeuggasse
- 1200, Vor S. Martin
- 1234. in der Wehrgasse
- 1267, Unter Goldschmied (erste)
- 1282, im Halbmondgässchen (wurde später zum Brauhaus)
- 1339, Gegenüber dem Kirchhof S. Johann Baptist
- 1344, Juden-Badestube im Jerusalemgässchen
- 1346, „Montabauer“ am Filzengraben
- 1349, Auf dem Berlich
- 1350, „Zum Reiher“ Unter Goldschmied (neu)
- 1371, am Frankenturm
- 1377, auf der Hochstraße (Hohe Straße)
- 1390, „zum Irrgang“ in der Schildergasse
- 1392, auf Maximinen (Maximinenstraße)
- 1392, „Krele“ auf Breitestrasse (Breite Straße)
- 1400, Auf dem Berlich (neu)
- 1405, auf der Johannisstraße
- 1410, auf der „Großen Sandkaule“
- 1415, „zum Schiederich“ in der Trankgasse
- 1428, „zum Swanen“ in der Weberstraße
- 1452, auf dem „Großen Griechenmarkt“

Alle Standorte:

Der Bader und seine Kundschaft
Ansetzen der Schröpfköpfe durch den Bader (um 1481)
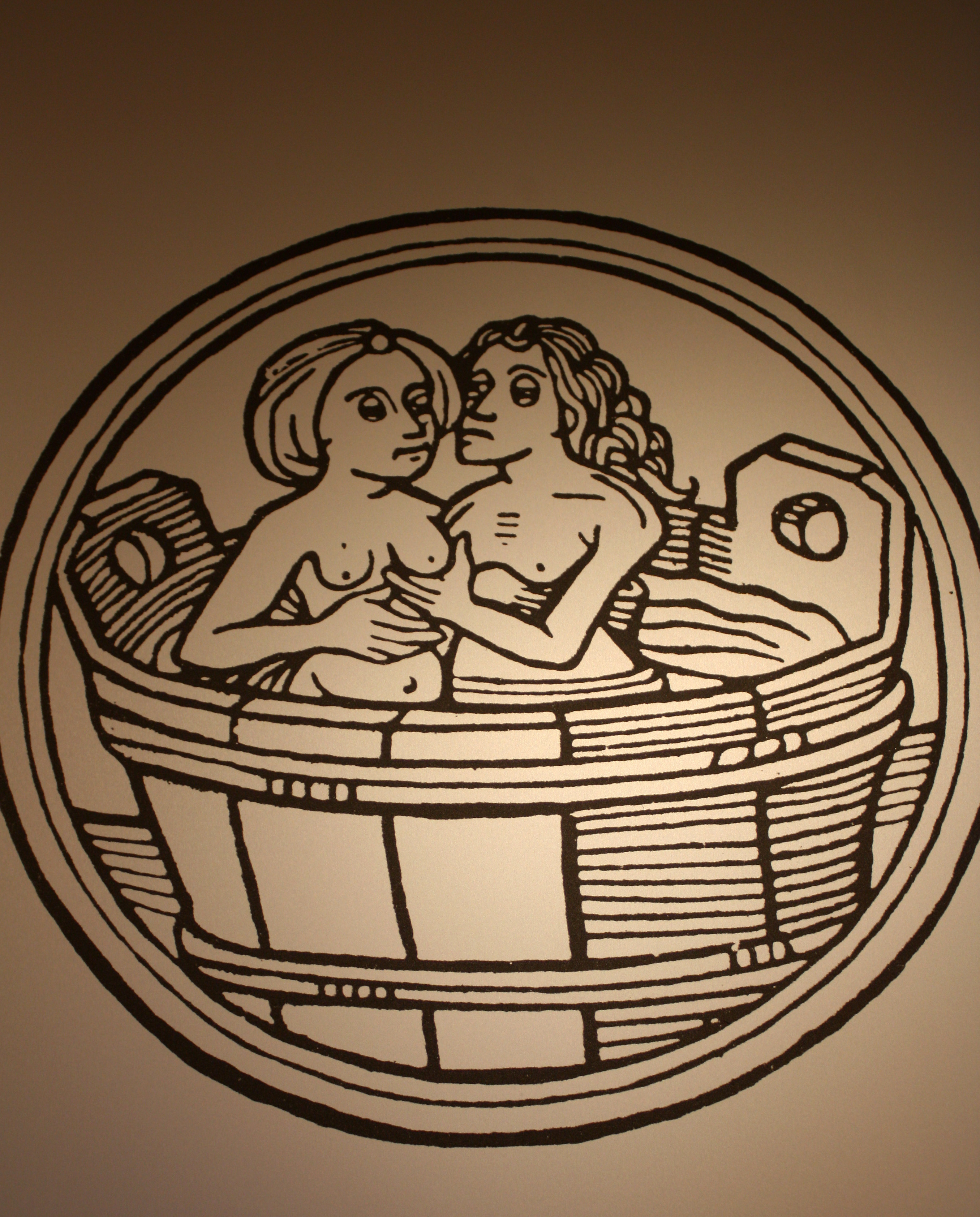
Badeszene (1498)
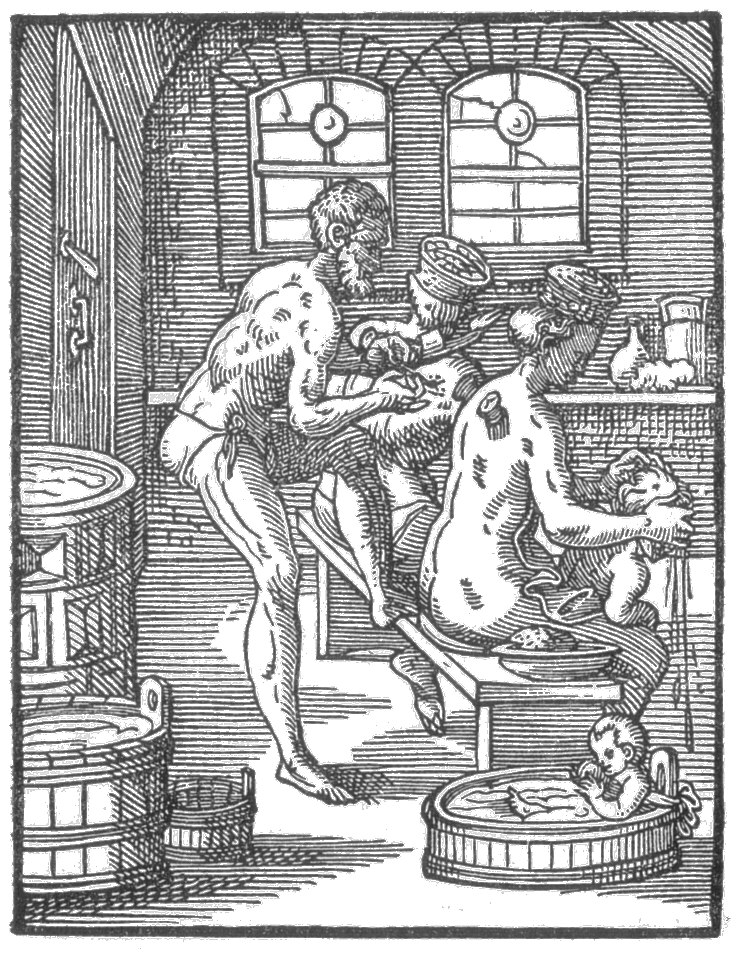
Ein Bader behandelt Badegäste. Stich von Jost Amman, 1568

## Niedergang
Wie auch in anderen Ländern kam es im 16. Jahrhundert zum Verfall dieser Form der Badekultur, da man die öffentlichen Bäder wegen des Aufkommens der neuen Krankheit (Syphilis) vorsichtshalber mied. Im Jahr 1631 war die Zahl der Kölner Badestuben auf vier zurückgegangen. Wahrscheinlich trifft die Annahme, es sei in mittelalterlichen Badstuben sittenlos zugegangen, nur teilweise zu. In den meisten normalen Badehäusern herrschte wohl strikte Geschlechtertrennung.
Exponate des Kölner Römisch-Germanischen Museums wie auch die spezielle Dokumentation im Zülpicher Museum der Badekultur vermitteln den heutigen Besuchern einen Rückblick auf 2000 Jahre Geschichte der Badekultur der Stadt und des Umlandes.